# Нае Іонеску
Нае Іонеску (справжнє ім'я і прізвище — Ніколае К. Іонеску) (рум. Nae Ionescu; 16 червня 1890, Бреїла — 15 березня 1940, Бухарест — румунський філософ, логік, журналіст, редактор, публіцист, політик, педагог, професор, доктор філософії.

## Життєпис
Із селянської родини. 
У 1912 закінчив літературний факультет Бухарестського університету, відвідував групу філософі. Вчителював у школах Бухаресту. Пізніше продовжив навчання в університетах Геттінгену, Відня та Мюнхена, де у 1919 отримав докторський ступінь .
Прибувши на батьківщину з 1920 році, на посаді професора історії філософії, логіки і метафізики читав лекції у Бухарестському університету. 
Один із найхаризматичніших людей свого часу. Політик. За його прикладом послідовники вступали до Залізної гвардії.
Був популярним лектором та ідеологом легіонерського Руху, філософом сократичної моделі, знаковою фігурою передвоєнної румунської культури. Був засновником мислення, у якому філософія – це не лише акт розуму, але і акт волі. 
Його лекції з порівняльного релігієзнавства, філософії містицизму, а пізніше з проблем націоналізму справили великий вплив на низку румунських мислителів, зокрема на М. Еліаде, Е. М. Чорана, Міхаїла Себастіана та інших.
Разом з Георге Раковяну заснував теологічний журнал «Предання», редагував впливову газету «Cuvântul».
Після того як король Румунії придушив виступ Залізної гвардії за свою приналежність до організації разом з Мірче Еліаде був відправлений до концтабору Меркуря-Чук. 
Після ув'язнення, Іонеску був під домашнім арештом. 15 березня 1940 року професор був отруєний: поліцейський, який тримав його під охороною, було доручено замінити йому ліки від серця на отруту.

## Обрані праці
- Doctrinele partidelor politice — Sindicalism (1924; Доктрини політичних партій – Сіндикалізм)
- Fenomenul Legionar (1940; Легіонерський феномен)
- Istoria logicei (1940; Історія логіки)